# ناحیه متاله
ناحیه متاله (به لاتین: Matale District) یک ناحیه در سری‌لانکا است که در استان مرکزی (سری‌لانکا) واقع شده‌است.

## خصوصیات
ناحیه متاله ۱٬۹۹۳ کیلومترمربع مساحت و ۴۴۱٬۳۲۸ نفر جمعیت دارد.